# Forêt de Hesse

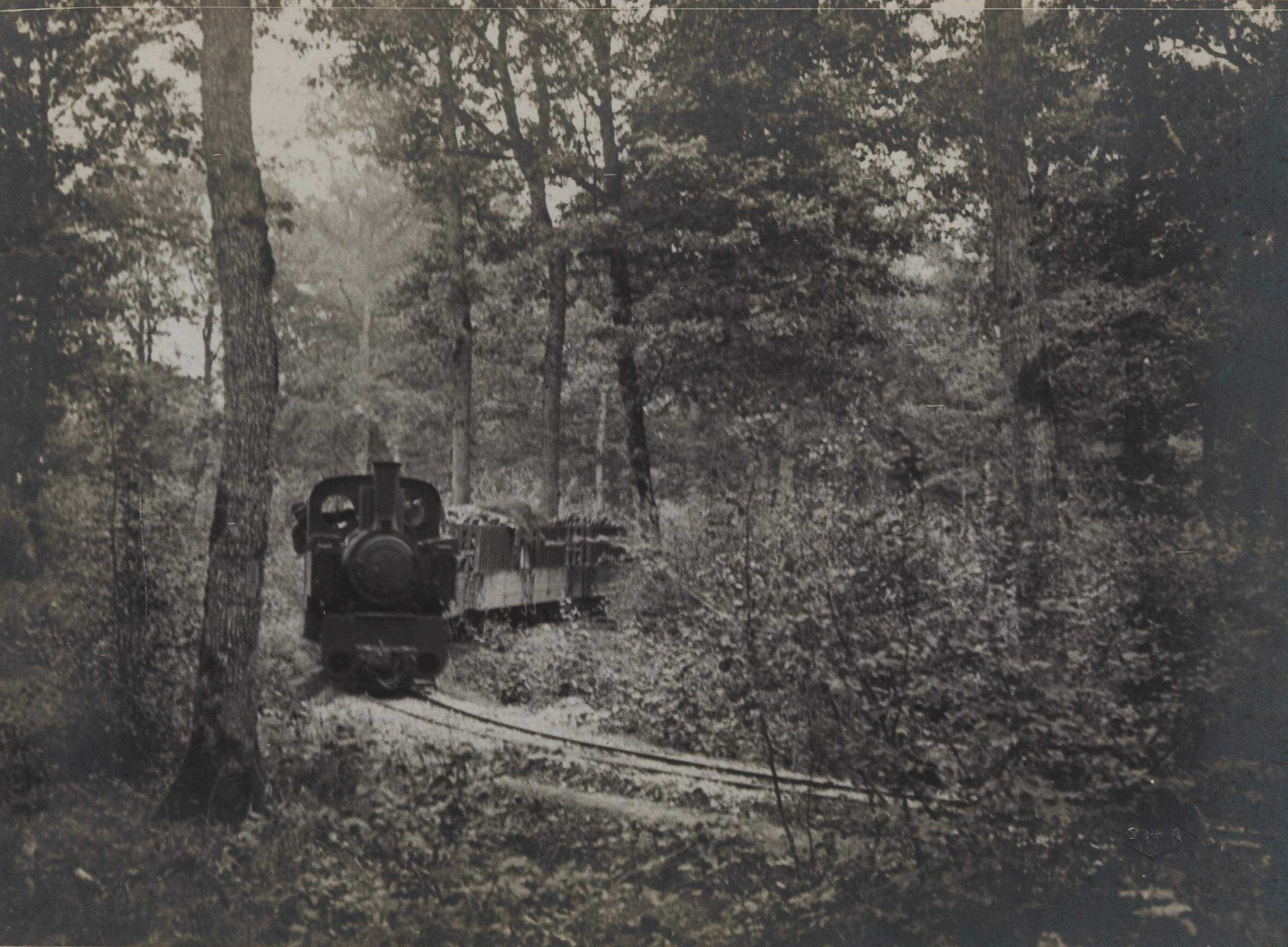
Decauville - Locomotive à vapeur du chemin de fer de campagne au Marcassin en Forêt de Hesse, 22 juillet 1915

La Forêt de Hesse (en allemand : Hessewald)  est une forêt située principalement sur la commune française d'Aubréville dans le département de la Meuse en Lorraine dans la région Grand Est.

## Localisation

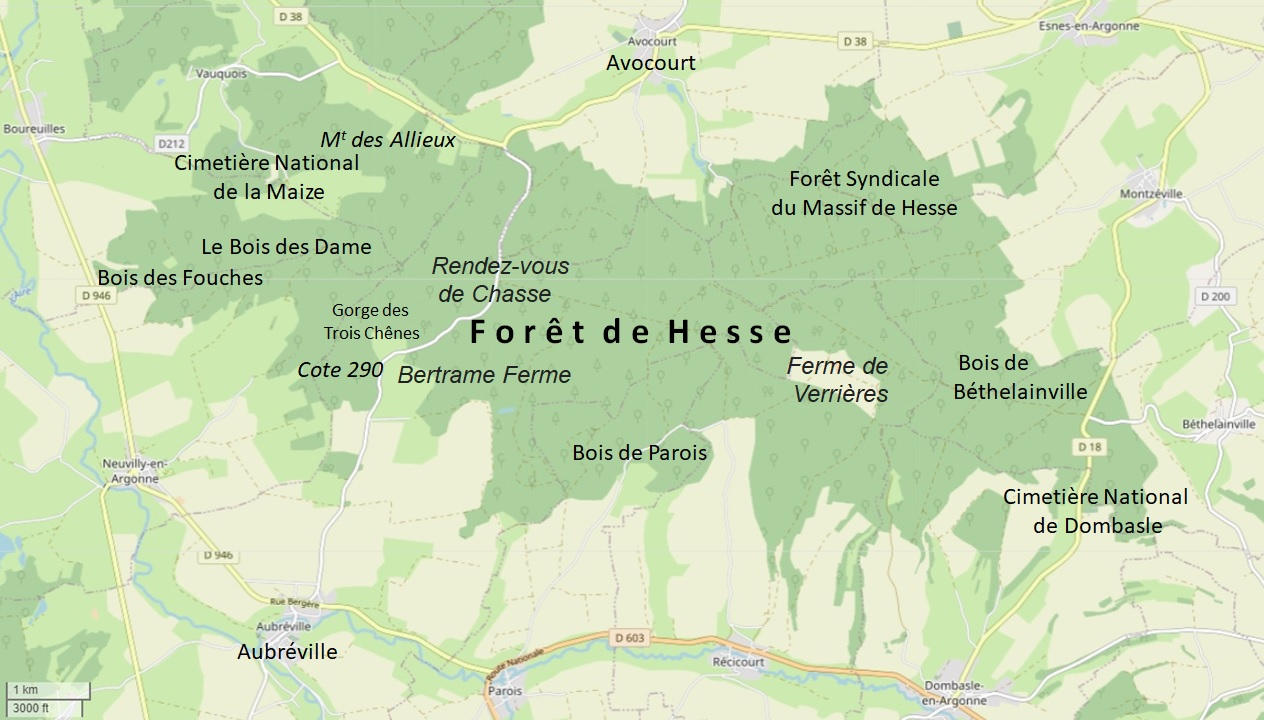
[https://remonterletemps.ign.fr/comparer/basic?x=5.142996&y=49.180481&z=14&layer1=GEOGRAPHICALGRIDSYSTEMS.MAPS.SCAN50.1950&layer2=GEOGRAPHICALGRIDSYSTEMS.MAPS.SCAN-EXPRESS.STANDARD&mode=doubleMap Forêt de Hesse

La Forêt de Hesse s'étend à l'ouest de Verdun entre les communes de Vauquois, Avocourt, Béthelainville, Récicourt et Neuvilly-en-Argonne depuis la vallée de la Buante jusqu'à la vallée de l’Aire. Son centre est à une altitude d'environ 250 m, au nord-ouest de la Ferme de Verrières-en-Hesse et du Bois de Récicourt.
La zone forestière est située dans la Zone rouge de Verdun, une zone qui a été irrémédiablement perdue pour l'agriculture à cause de la dévastation et des contaminations de la Première Guerre mondiale, et qui a été rachetée par l'État.

## Toponymie
Le nom fait référence à une hêtraie ou à une forêt, car selon plusieurs dictionnaires, Hesse désigne soit un « lieu où pousse le hêtre », soit un « lieu entouré d'une clôture en bois de hêtre ».

## Géologie
En 2001, une étude géologique en laboratoire et sur le terrain, dont l'objectif principal était de déterminer des critères d'évaluation de la réserve d'eau utilisable, a montré que les horizons se distinguaient principalement par leur porosité totale ou par le volume massique associé. Ceci est très bien corrélé à la teneur en eau à la capacité au champ et, dans une moindre mesure, à l'humidité au point de flétrissement.
Les résultats ont été comparés aux données de terrain sur une période de trois ans. La prise en compte de la densité apparente pour estimer la réserve d'eau était suffisante pour créer une fonction de pédotransfert (en). L'utilisation du modèle de bilan hydrique a montré que les prévisions de l'utilisation de l'eau par la végétation étaient inférieures aux mesures in situ effectuées avec des sondes neutroniques. Néanmoins, le modèle reproduit bien les fluctuations climatiques.

## Archéologie
Les archéologues ont étudié des habitats de céramique gallo-belge du 1er siècle dans la forêt de Hesse, situés sur de petites surfaces de moins d'un hectare et dans lesquels ont été trouvés des fragments de céramique à cuisson réductrice. La zone des poteries s'étend sur 20 × 30 km et trouve ses conditions naturelles dans les gisements d'argile à poterie de l'Albien, les ressources en eau et la forêt qui fournissait le bois de chauffage. Au début du XXe siècle, des traces de fabrication de céramique sigillée ont été retrouvées au Rendez-vous de Chasse dans la Forêt de Hesse de 1905 à 1914. En juillet 1914, Georges Chenet a fouillé le four et les dépendances d'un atelier de coupelles à semoule, de coupelles pliées et de cruches de différentes tailles dans la forêt de Hesse, dans le quartier du Haut-Mulard, sur la commune d'Aubréville. Les coupes qui y ont été découvertes étaient des ratés de cuisson qui s'étaient agglomérés en une masse à cause de l'extinction du feu. Ils ne portaient aucune décoration ni signe de peinture en barbotine (technique de la barbotine ).
Un atelier de terre sigillée lisse et façonnée a été fouillé dans la Forêt de Hesse en 1978 et un autre en 1981 en bordure de la clairière des Allieux. La découverte de plus de trente fours à poterie de l'Antiquité tardive dans la clairière des Allieux en 1985 a démontré que les méthodes archéologiques modernes pouvaient être utilisées pour localiser des objets jusqu'alors inconnus.
Une fouille de sauvetage en 1992 a mis au jour une petite officine avec trois fours à poterie gallo-belge ainsi que des poteries communes (pots et cruches engobés blancs) à la Fontaine aux Chênes dans la vallée de Mergevau, datant du milieu et du troisième quart du 1er siècle.
Les sites de Vaux-Mulard, d'une superficie d'environ 8 hectares, et de la Croix Prêcheur, d'une superficie d'environ 14 hectares, sont situés sur le plateau crayeux et argileux de la Forêt de Hesse, l'un à l'ouest et l'autre à l'est. À la Croix Prêcheur, un four et une décharge fouillés en 1978 et actifs entre 75 et 200 après JC témoignent de la production de terres sigillées lisses et façonnées, ainsi que de céramiques courantes. De nombreuses décorations sculptées trouvées dans la décharge sont attribuées au potier Gesatus vers 85 après JC. À proximité de ces deux sites et à peu près à la même époque, des fours individuels et de petites officines bordaient les espaces du Gault, argiles et sables verts, autour des collines de la Forêt de Hesse,.

## Première Guerre mondiale

### Camps
Le Rendez-vous de Chasse était un repère important à l'entrée de la forêt et un camp pendant la Première Guerre mondiale. Un officier français note son logement, luxueux au vu des circonstances, sur une carte postale du 16 juillet 1915 : « Très bien installés, aucun luxe ne leur manque – pour des gens sur une position à 1500 m de l’ennemi – jardin anglais, tondeuse pour gazon, bridges, peaux de mouton pour descente de lits, ombrages parfaits et surtout pas d’obus » .
Un peu plus au sud-ouest se trouvait le Camp Devin, au nord de la Ferme de Bertramé, où était stationnée la 91e division américaine le 23 septembre 1918. Il doit son nom au général Thomas Devin et à un camp militaire près Alzada (en), dans le Montana, qui a été utilisé brièvement en 1878 lors de la construction de la ligne télégraphique de Fort Keogh à Deadwood. Le 30 septembre 1918, le Ve corps américain a été transféré à la ferme voisine de Verrières-en-Hesse.

### Chemin de fer de campagne

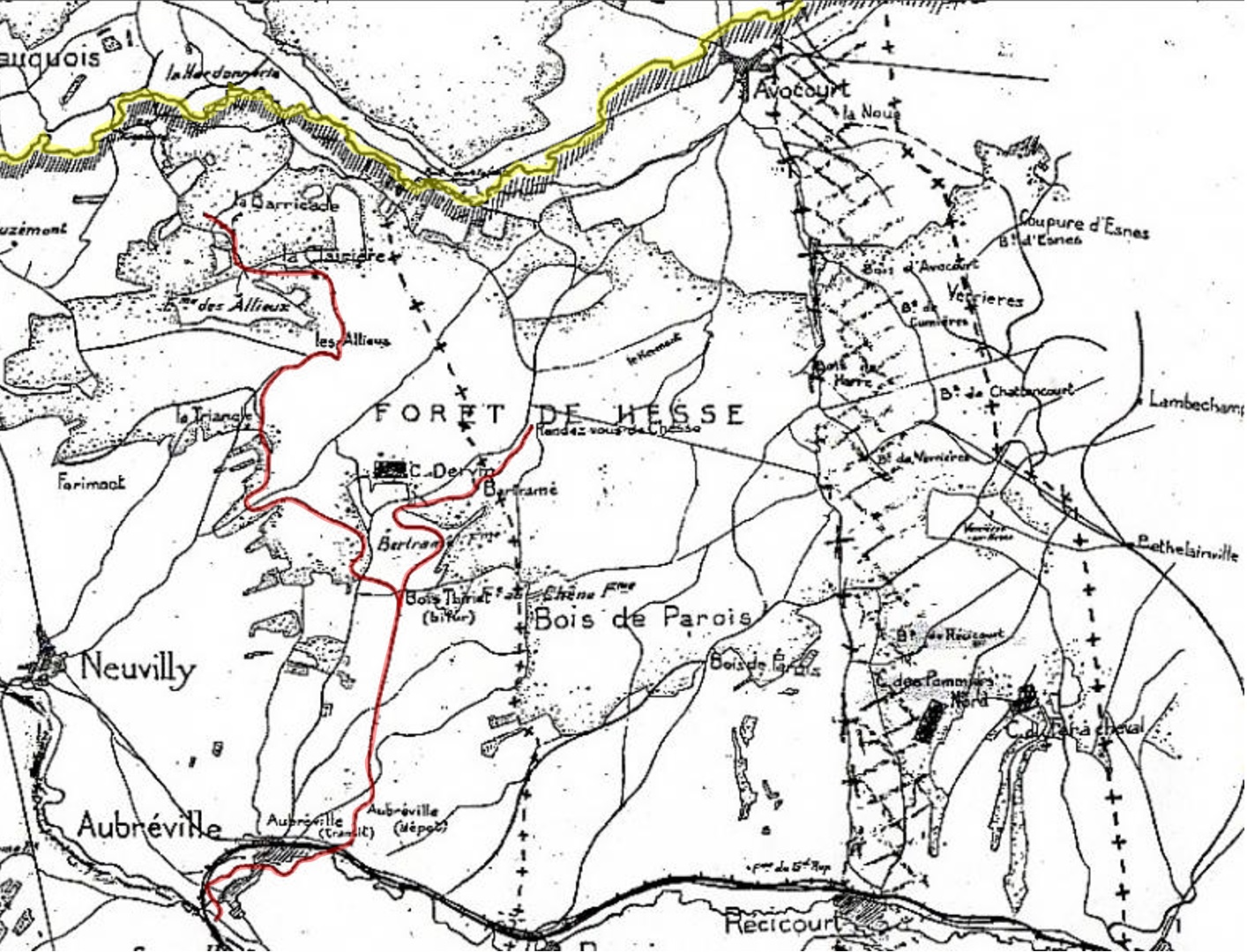
Carte militaire du 15 février 1917. La ligne de front est en jaune, la voie ferrée en rouge

Pendant la guerre, il y avait un chemin de fer militaire de campagne entre la gare et le dépôt d'Aubréville et la Forêt de Hesse. Il servait au transport de ravitaillement, d'armes et de matériaux de construction pour les tranchées du front et pour évacuer les blessés vers les hôpitaux. Il était exploité par une locomotive à vapeur Decauville de type Progrès avec un écartement de voie de 600 mm. À partir de la gare ferroviaire du Marcassin, des chevaux, plus discrets, étaient attelés à la place des locomotives pour pénétrer dans la zone dangereuse du front.

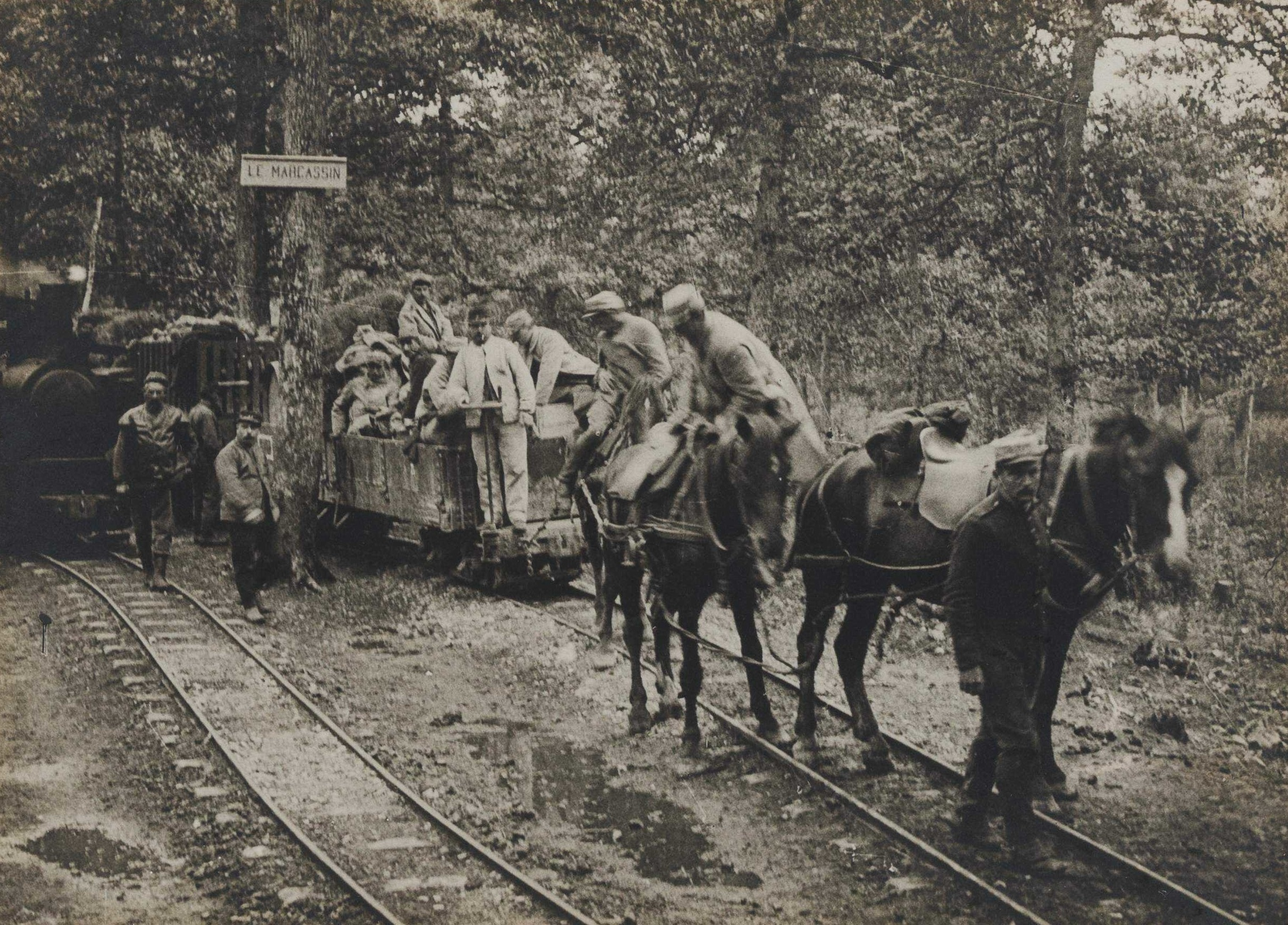
Depuis la gare ferroviaire du Marcassin, des chevaux étaient attelés à la place des locomotives pour la poursuite du trajet vers le front.

La gare ferroviaire du Marcassin doit son nom à un jeune sanglier que les soldats français y avaient trouvé, apprivoisé et élevé avec du lait. Comme mascotte, on lui donnait le nom de Guigui ou Guillaume, et quand on lui donnait du lait, on lui disait : « Bois, Guillaume, voici du sang »,.

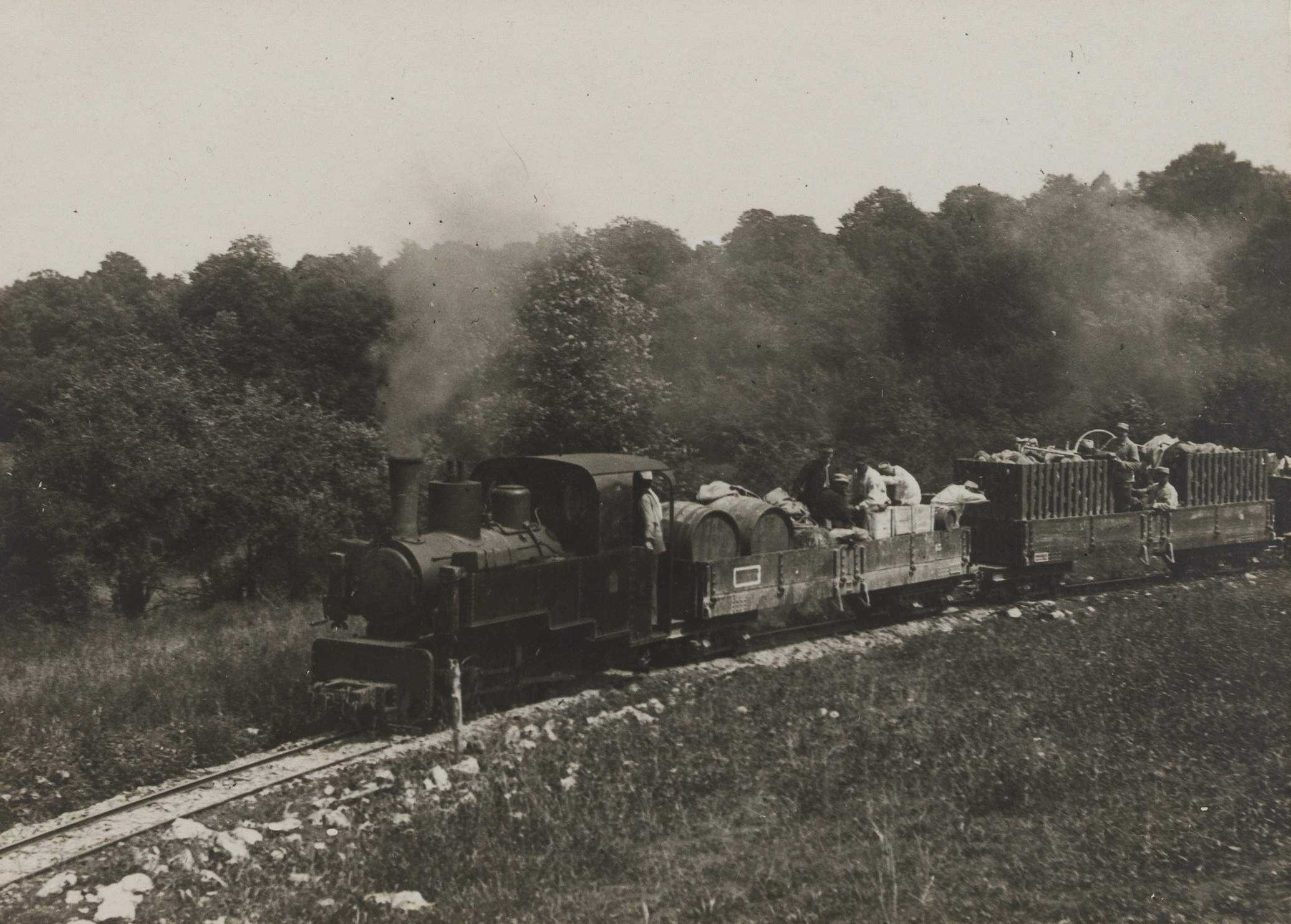
Opération ferroviaire sur le terrain avec locomotive Decauville en juillet 1915
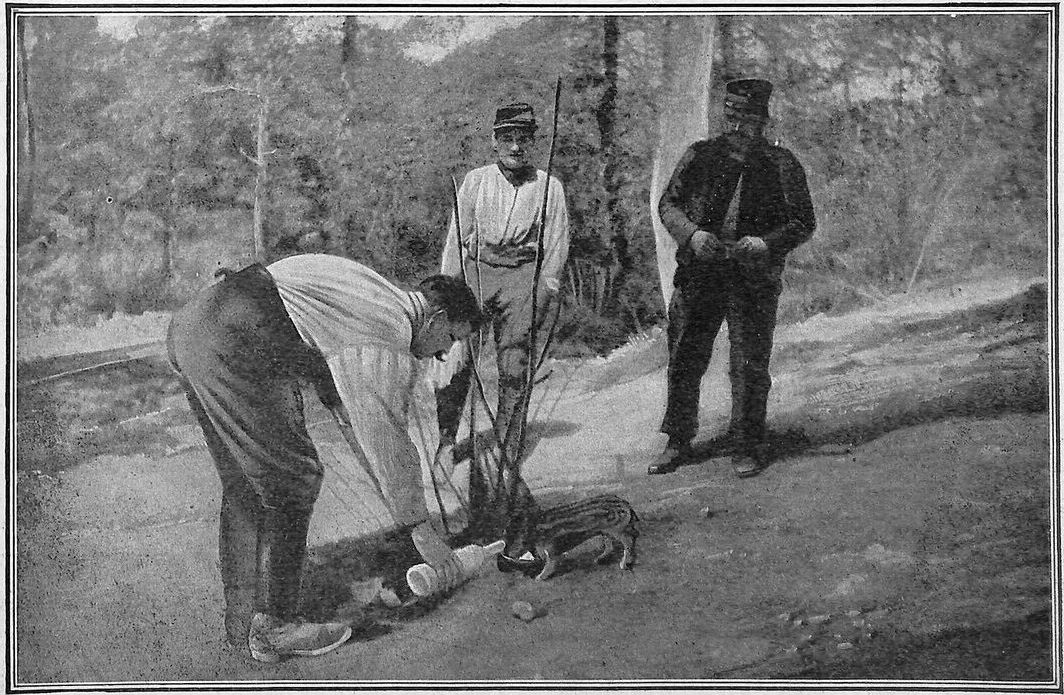
« Bois, Guillaume, voici du sang ! »
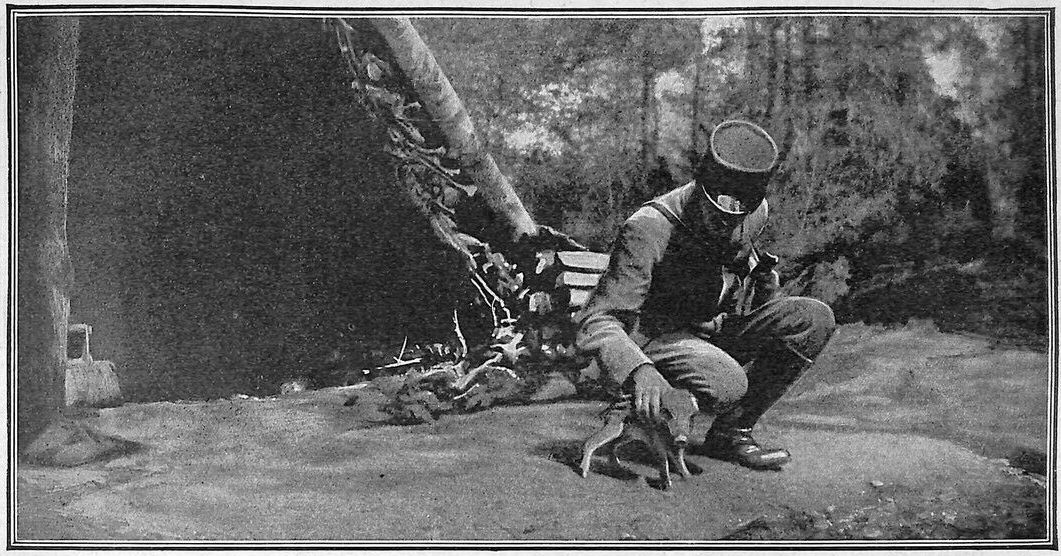
Aucun des hommes n’a pensé qu’il ferait un excellent rôti
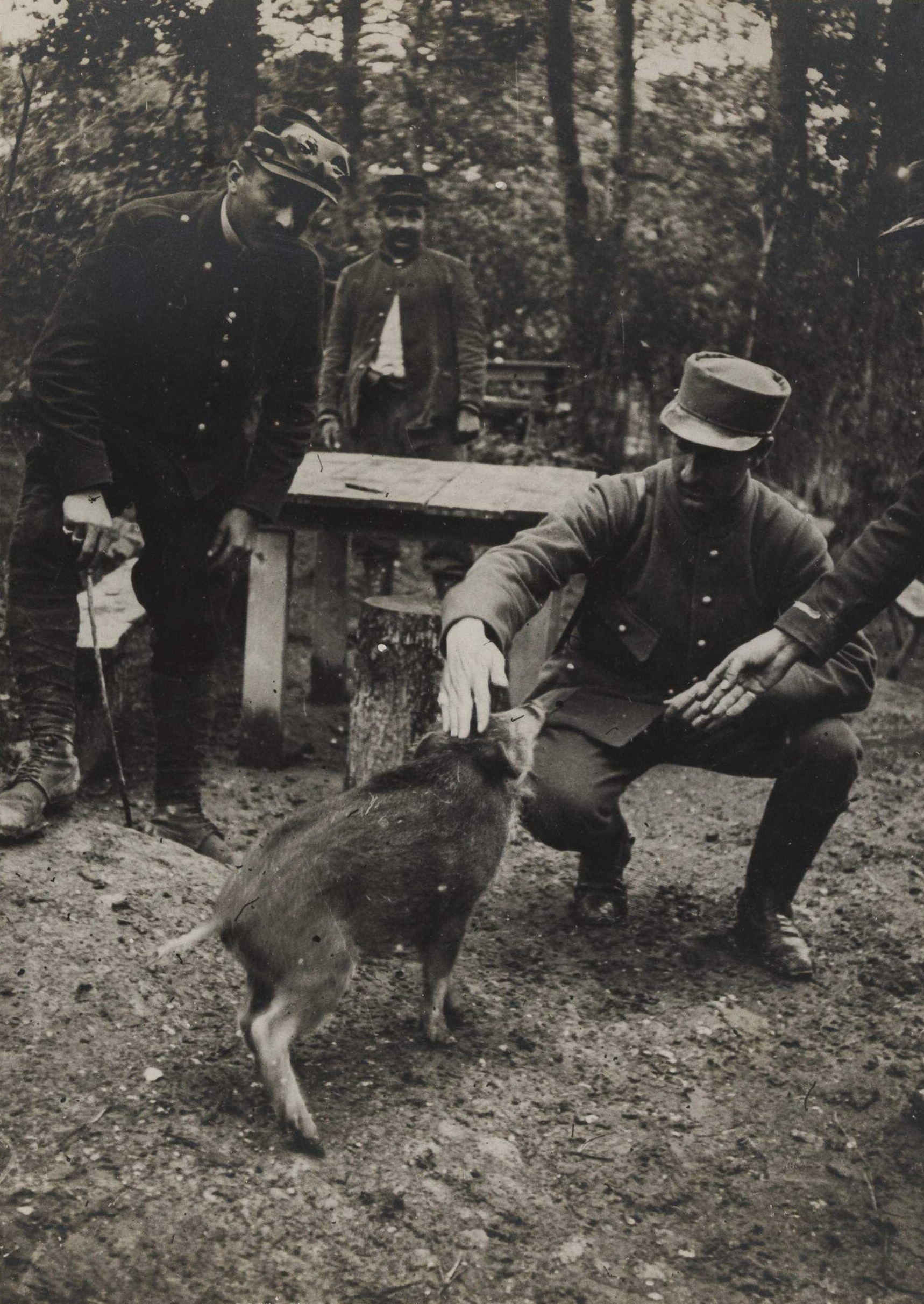
Guigui, le sanglier apprivoisé par les artilleurs

Le 19 septembre 1918, les troupes du génie de l'armée américaine ont donné l'ordre d'étendre et d'entretenir les chemins de fer de campagne dans les secteurs américains. Immédiatement après l'avancée, les lignes ferroviaires de campagne ont dû être élargies pour les relier au système allemand sur les itinéraires suivants :
- Aubréville–Neuvilly– Varennes (double voie)
- Le Triangle – La Barricade – Cheppy
- Esnes-en-Argonne - Bois de Malancourt - Montfaucon

Comme il n'a pas été possible de familiariser le nouveau personnel avec le système ferroviaire de campagne dans le temps imparti, des dispositions ont été prises pour que le personnel français précédemment affecté à l'exploitation de ce système puisse continuer à y travailler.
À partir du 24 octobre 1918, il a été prévu que les chemins de fer de campagne seraient exploités par les troupes du génie de l'armée américaine, les deux lignes principales étant les suivantes :
- Dombasle – Montfaucon et embranchements
- Aubréville – Apremont et embranchements

Immédiatement après le début de l'avancée, les voies ferrées de campagne ont dû être prolongées par les troupes du génie de l'armée américaine en utilisant les systèmes allemands sur les itinéraires suivants :
- L'itinéraire Dombasle-Montfaucon, prolongé jusqu'à Andevanne via Cierges et Romagne
- La ligne Aubréville – Apremont, prolongée via Châtel-Chéhéry jusqu'à Saint-Juvin et Grandpré et de là vers le nord en direction de Briquenay[14]

### Offensive américaine

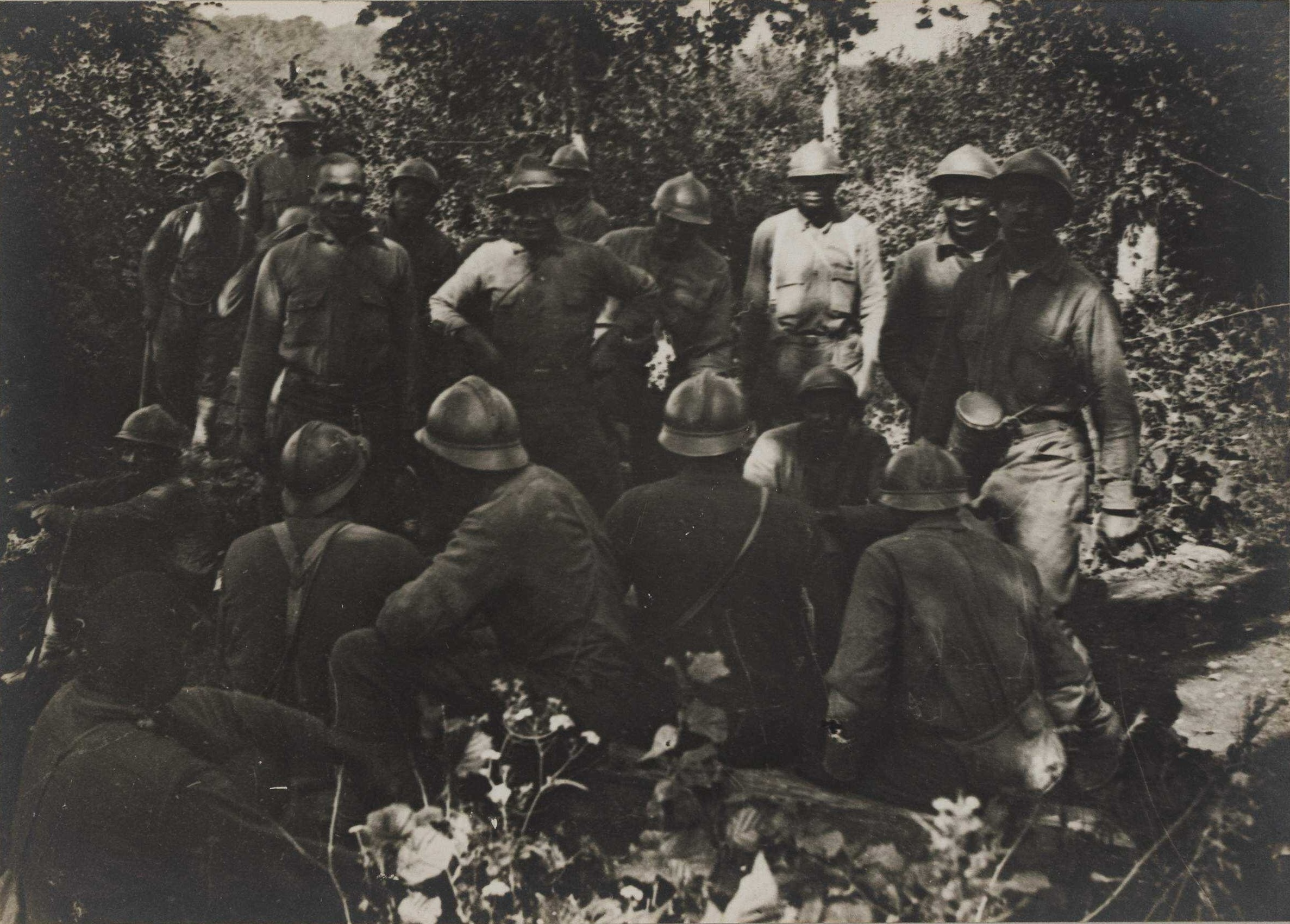
Troupes américaines dans le Bois de Verrières de la Forêt de Hesse, 19 juillet 1918

Dans la nuit du 13 au 14 septembre 1918, la 91e division se déplace près de Vavincourt et dans la nuit du 16 au 17 septembre près d'Autrecourt. Le 17 septembre 1918, elle est affectée au cinquième Corps d'armée. Elle s'installe ensuite dans la Forêt de Hesse, au nord-est de Neuvilly.
Les troupes de la « division Wild West » se déplaçaient en des marches nocturnes dans le plus grand secret jusqu'à ce que tout le monde bivouaque en toute sécurité sur la cote 290 au nord de la Ferme de Bertramé, dans la forêt de Hesse. À partir du 20 septembre 1918, la cote 290 devient le nouveau Poste de Commandement (PC), tandis que le personnel administratif reste à Vraincourt. Pour assurer l'effet de surprise, les troupes devaient se déplacer le plus prudemment possible. À l'approche d'un avion, le clairon sonnait et les troupes se mettaient à couvert. Le personnel était situé dans des abris sur le versant sud de la colline. On s'attendait à ce que les Américains lancent l'attaque à venir, mais le général George H. Cameron a demandé aux Français de maintenir la ligne dans le secteur de la 91e jusqu'à la nuit précédant l'attaque. Pendant ce temps, les soldats américains et leurs commandants de brigade et de régiment se familiarisaient avec le terrain et le tracé de la ligne de front pour se préparer au combat, portant des casques et des capotes français pour éviter d'attirer l'attention.
Le 16 septembre 1918, la 37e division est retirée du secteur Baccarat et se transfert sur le nouveau front autour du village de Robert-Espagne. Après quatre jours de repos, elle s'avance à Récicourt. Deux jours plus tard, les premières parties de la division sont déplacées vers le nord pour participer à l'opération Meuse-Argonne sur le point de commencer. Le quartier général divisionnaire est établi à la ferme de Verrières-en-Hesse, à 4 km au sud d'Avocourt.
Dans la nuit du 25 au 26 septembre 1918, la 3e division se positionne dans l'angle nord-est de la Forêt de Hesse et constitue une partie de la réserve du troisième Corps. À 5h30 du matin le 26 septembre 1918, la 363e brigade d'infanterie, avec la 181e brigade à sa droite et la 138e à sa gauche, s'avance sous le feu des obus (« over the top ») au-dessus du sommet de la cote 290 jusqu'aux pentes du Mont des Allieux dans le no man's land. Un épais brouillard artificiel recouvrait le front, de sorte que les compagnies qui avançaient n'avaient aucun contact visuel entre elles. Les tranchées françaises étaient protégées par de hautes barricades de barbelés, initialement intactes.
Des groupes épars de fantassins américains ont hardiment chargé à travers le no man's land pour créer une brèche près du front des tranchées allemandes, ont sauté par-dessus les barbelés allemands puis dans les tranchées où quelques Allemands restants avaient survécu au tir de barrage américain. Les Américains ayant reçu l'ordre d'avancer à toute vitesse, ils ont continué à charger dans le Bois de Cheppy, « tels une meute de chiens à la chasse aux lapins », selon des témoins.
Lorsque l'avant-garde américaine atteint la lisière nord de la forêt, dans de meilleures conditions de visibilité, elle rencontre sa première véritable résistance de la part des nids de mitrailleuses et des artilleurs ennemis, des tireurs d'élite et de l'artillerie tirant à bout portant, faisant des morts et des blessés des deux côtés. Le 363e régiment avance vers les positions d'artillerie et les Allemands se retrouvent dans une situation désorganisée, les obligeant à abandonner leurs positions et à se rendre les mains levées en criant « camarade ». Les prisonniers ont été emmenés dans les lignes américaines.
Le 29 septembre, la division est mise à la disposition du Cinquième Corps et passe en première ligne le 30 septembre 1918 pour relever la 79e division et reprendre son secteur. De Baccarat, elle rejoint également Robert-Espagne et, après une pause de quatre jours, s'installe à Récicourt. Deux jours plus tard, les premières parties de la division se dirigent vers le nord pour participer à l'opération Meuse-Argonne qui va bientôt commencer ; le quartier général de la division est de nouveau installé à la ferme de Verrières-en-Hesse.

### Troupes sanitaires et transport motorisé

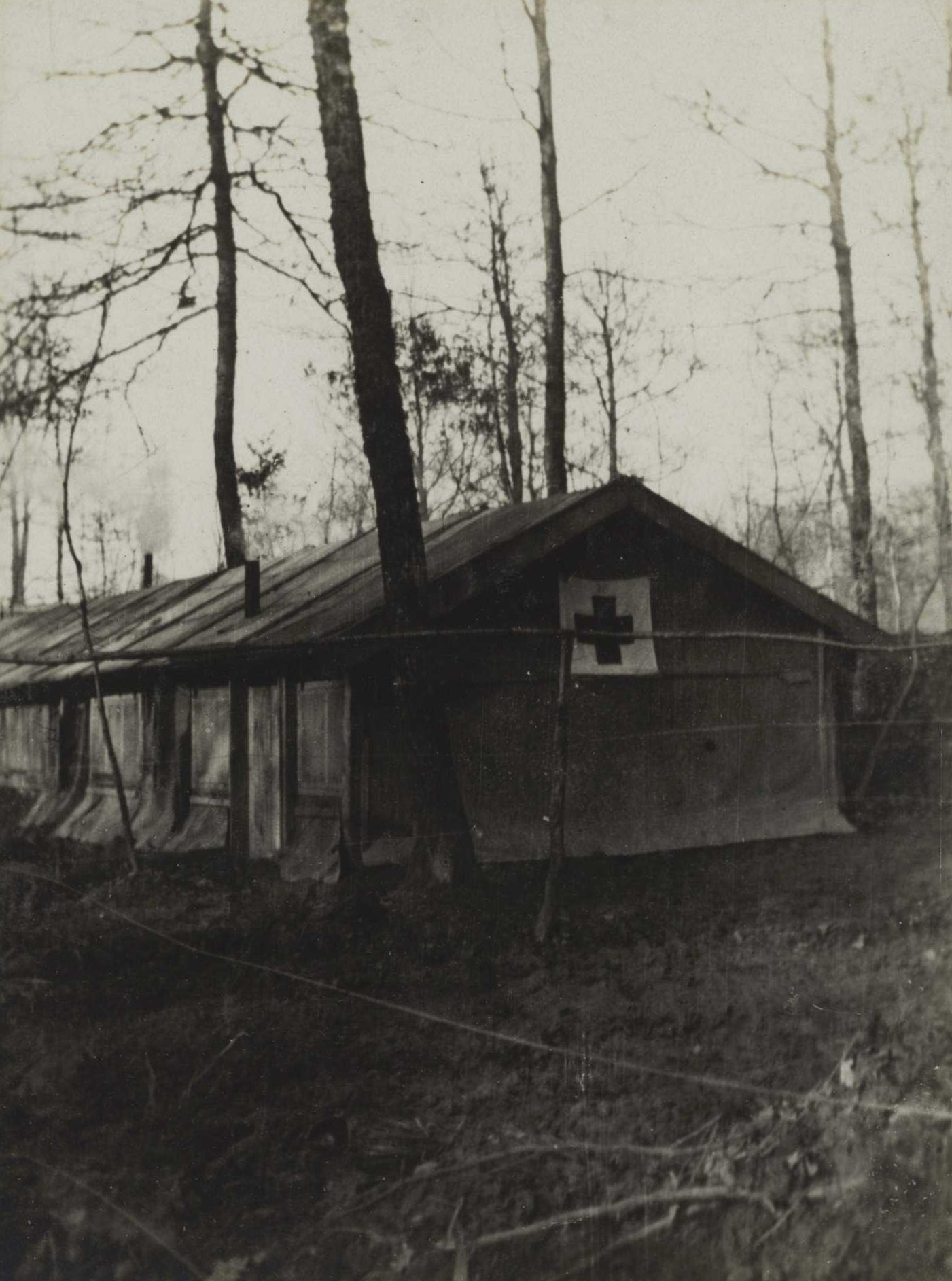
Hôpital de campagne du Fer à Cheval, novembre 1916

Le 1er octobre 1918, le médecin de division passe de l'arrière-garde de la cote 290 en Forêt de Hesse au poste de commandement divisionnaire avancé d'Épinonville entre la Forêt de Hesse et l'Argonne. Le médecin adjoint y a été blessé et l'automobile assignée au médecin divisionnaire a été détruite par des tirs d'obus ennemis, certains documents et objets administratifs ayant été perdus.
Vers le 9 octobre 1918, la voiture Cadillac, n° 16820, affectée au colonel Peter C. Field, chirurgien de la 91e division, a été bombardée tandis qu'elle était garée avec une autre Cadillac à Épinonville. La Cadillac était complètement grillée, à l'exception du moteur et du radiateur. Le châssis était tordu et la voiture ressemblait à une épave, mais parce qu'il s'agissait d'une Cadillac et que les agents exigeaient des Cadillac, les hommes ont refusé de la mettre au rebut. Vers le 15 octobre, une équipe de l'atelier de réparation du transport motorisé de la 91e division a récupéré les restes de la Cadillac et, après avoir pénétré en Belgique, les a équipés jusqu'au 30 novembre 1918 de la carrosserie d'une autre limousine d'un autre constructeur qui avait été mise hors service.

### Cimetières militaires
Dans la zone forestière, il y avait entre autres les cimetières provisoires suivants, à partir desquels certains soldats tombés au combat ont été inhumés dans d'autres cimetières militaires après la guerre:
- Cimetière du Fer à Cheval : 14 tombes ; (mai-juillet 1916). 23 et 98 RA, 209. et 234. R.I.
- Cimetière du Camp des Gendarmes : 12 tombes ; 26, 69, 88
- Cimetière du Groupe de Brancardiers Divisionnaire (Côte 269) : 70 tombes ; principalement en mai et juin 1916 ; 67ème et 206e RI, 44e RIT, GBD34.
- Cimetière de La Fourche : 439 tombes et 26 sépultures musulmanes ; à partir de mai 1916, principalement 1917. 16e, 147e, 246e, 255e, 335e, 303e RI, 59e BCP.

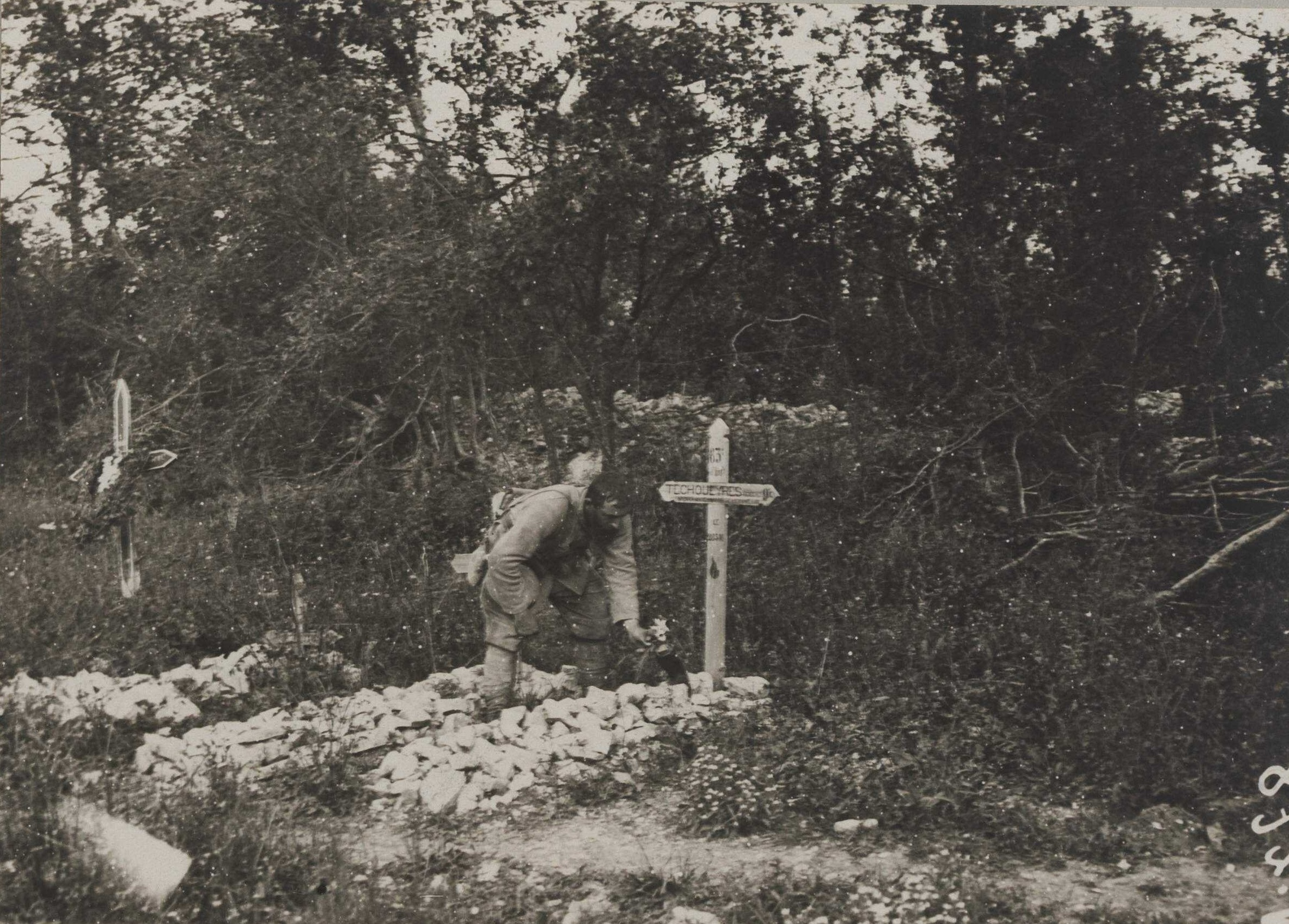
Un soldat dépose des fleurs sur la tombe d'un camarade tombé au combat dans le Bois de Verrières.

- Cimetière du Bois de Verrières : Aucune information.
- Cimetières de Bon Abri :
  - Cimetière A de Bon Abri : 26 tombes françaises et 1 tombe américaine. Février 1916-1918.
  - Cimetière B de Bon Abri : 45 tombes françaises et 8 tombes allemandes, février 1916-1917.
  - Cimetière C de Bon Abri : 30 tombes, février à juillet 1916. 71e et 91e RI, 8e RA.
- Cimetière du Carrefour de Santé : 15 sépultures ; juillet 1915-juillet 1916 ; 3., 111. RI, 122. RIT, 2. Zouaves.
- Cimetière de la Patte d'Oie, dit Carrefour du Caporal : 11 tombes ; 1915, 46e, 31e, 111e RI.
- Cimetières de Fontaine aux Chênes sur la commune d'Aubréville, entre la Ferme de Bertamé et le Bois de Parois :
  - Cimetière A de Fontaine aux Chênes ou Cimetière Vallon de la Fontaine aux Chênes : 4 tombes, 46. R.I.
  - Cimetière B de Fontaine aux Chêne : 7 tombes, 45. RA (4e Bié), 3 juillet 1916.
- Cimetière du Rendez-vous de Chasse : 8 sépultures.
- Cimetière P2 (Bois de Cumières) : 46 tombes, mai 1916-17[19].

### Monuments

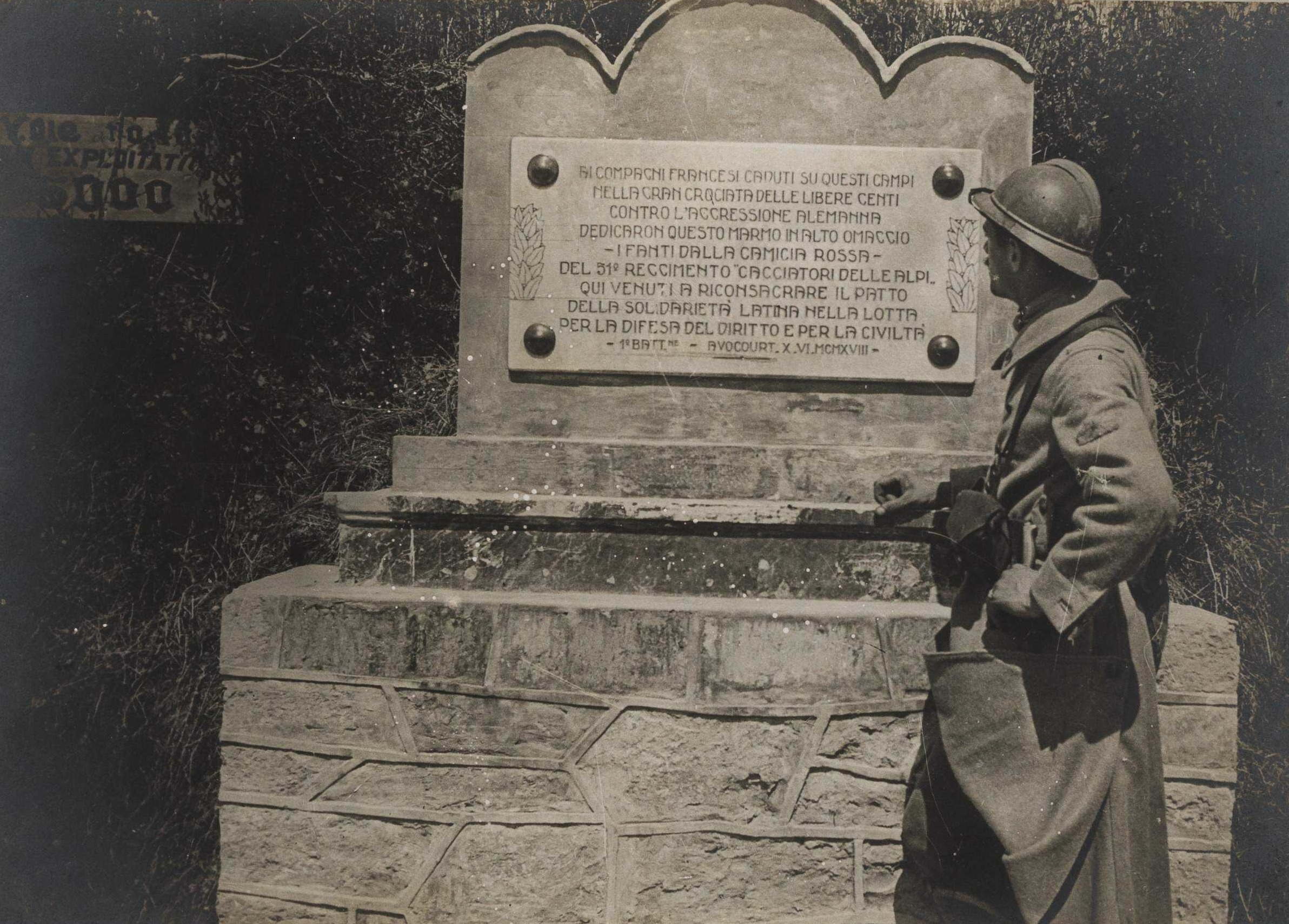
Monument érigé par des membres du 51e régiment d'infanterie italien à la mémoire des alliés français tombés au combat, 10 juin 1918

Au Mont des Allieux, les membres du 51e régiment d'infanterie italien ont érigé un monument le 10 juin 1918 à la mémoire des Français tombés. Lors de l'offensive allemande du printemps 1918, ce régiment faisait partie du IIe Corps italien du général Alberico Albricci. Le cimetière militaire de la Nécropole nationale d'Avocourt est situé à 3 km au nord de la forêt.
Dans une zone forestière non ouverte au public, à 950 m de la liaison route Aubréville – Avocourt, se trouve une stèle qui commémore 15 soldats du 122e régiment d'infanterie territoriale français tombés au combat entre le 21 et le 24 février 1916. La stèle a été déplacée d'environ 80 mètres lors de la plantation d'une forêt de sapins en 1975 et mise en bordure du chemin. En arrière se trouvait le cimetière B de Bon Abri.